# Vlag van Oruro

Vlag van Oruro

De vlag van Oruro is een geheel rode vlag. In sommige versies wordt het wapen van Oruro in de vlag geplaatst.
Deze vlag is gebaseerd op de vlaggen die in de Boliviaanse onafhankelijkheidsstrijd tegen Spanje werden gebruikt; de rode kleur staat voor moed.